# The Sound of Madness
| Оценки критиков | Оценки критиков |
| Источник        | Оценка          |
| --------------- | --------------- |
| About.com       | [ 1 ]           |
| Allmusic        | [ 2 ]           |

The Sound of Madness (рус. «Звук безумия») — третий студийный альбом американской хард-рок-группы Shinedown, выпущенный 24 июня 2008 лейблом Atlantic Records. Релиз ведущего сингла «Devour» произошёл на радио 5 мая 2008 года.
The Sound of Madness стал самым успешным альбомом Shinedown. Было продано свыше 1 000 000 экземпляров и RIAA дала пластинке рейтинг платиновой. Также большого успеха добились два сингла с альбома: «If You Only Knew» получил статус золотого, а «Second Chance» стал мультиплатиновым.

## Список композиций
Слова и музыка всех песен — Брентом Смитом и Дэвидом Бассетом.
| №                   | Название                              | Длительность |
| ------------------- | ------------------------------------- | ------------ |
| 1.                  | «Devour»                              | 3:50         |
| 2.                  | «Sound of Madness»                    | 3:54         |
| 3.                  | «Second Chance»                       | 3:40         |
| 4.                  | «Cry for Help»                        | 3:20         |
| 5.                  | «The Crow & the Butterfly»            | 4:13         |
| 6.                  | «If You Only Knew»                    | 3:46         |
| 7.                  | «Sin with a Grin»                     | 4:00         |
| 8.                  | «What a Shame»                        | 4:18         |
| 9.                  | «Cyanide Sweet Tooth Suicide»         | 3:11         |
| 10.                 | «Breaking Inside» (Smith, Bobby Huff) | 3:51         |
| 11.                 | «Call Me» (Smith, Tony Battaglia)     | 3:43         |
| Общая длительность: | Общая длительность:                   | 41:48        |

| №                   | Название            | Длительность |
| ------------------- | ------------------- | ------------ |
| 12.                 | «I Own You»         | 3:37         |
| 13.                 | «Energy»            | 3:28         |
| 14.                 | «Son of Sam»        | 3:38         |
| Общая длительность: | Общая длительность: | 52:31        |

| №                   | Название                                | Длительность |
| ------------------- | --------------------------------------- | ------------ |
| 12.                 | «Energy»                                | 3:28         |
| 13.                 | «Son of Sam»                            | 3:38         |
| 14.                 | «I Own You»                             | 3:37         |
| 15.                 | «Junkies for Fame»                      | 3:26         |
| 16.                 | «Second Chance» (acoustic version)      | 3:40         |
| 17.                 | «The Crow & the Butterfly (Pull Mix)»   | 5:27         |
| 18.                 | «Her Name Is Alice»                     | 3:50         |
| 19.                 | «Diamond Eyes (Boom-Lay Boom-Lay Boom)» | 5:36         |
| 20.                 | «Breaking Inside» (featuring Lzzy Hale) | 3:49         |
| Общая длительность: | Общая длительность:                     | 1:17:14      |

| №                   | Название                              | Длительность |
| ------------------- | ------------------------------------- | ------------ |
| 12.                 | «The Energy»                          | 3:28         |
| 13.                 | «Son of Sam»                          | 3:38         |
| 14.                 | «I Own You»                           | 3:37         |
| 15.                 | «Junkies for Fame»                    | 3:26         |
| 16.                 | «Second Chance» (acoustic version)    | 3:40         |
| 17.                 | «The Crow & the Butterfly (Pull Mix)» | 5:27         |
| Общая длительность: | Общая длительность:                   | 1:04:59      |

| №                   | Название                                 | Длительность |
| ------------------- | ---------------------------------------- | ------------ |
| 1.                  | «Devour» (lyric video)                   | 3:47         |
| 2.                  | «Devour» (music video)                   | 3:48         |
| 3.                  | «Second Chance» (music video)            | 3:44         |
| 4.                  | «Sound of Madness» (music video)         | 4:14         |
| 5.                  | «If You Only Knew» (music video)         | 3:48         |
| 6.                  | «The Crow & the Butterfly» (music video) | 4:18         |
| 7.                  | «What a Shame» (music video)             | 4:18         |
| 8.                  | «Save Me» (Live from Atlanta)            | 3:38         |
| 9.                  | «Devour» (Live from Atlanta)             | 5:04         |
| 10.                 | «Call Me» (Live from Atlanta)            | 3:39         |
| 11.                 | «Second Chance» (Live from Atlanta)      | 3:40         |
| 12.                 | «Sound of Madness» (Live from Atlanta)   | 4:34         |
| 13.                 | «Interview from LA»                      | 18:13        |
| Общая длительность: | Общая длительность:                      | 1:06:45      |

## Синглы
Первый сингл «Devour» был выпущен 5 мая 2008 года. 29 июня он стал главной музыкальной темой WWE Night of Champions. Также эта песня стала главной темой в реалити-шоу «Алчные экстремалы», транслируемом телеканалом MTV. «Devour» была включена в трек-лист компьютерной игры Madden NFL 09, а в музыкальной игре Guitar Hero 5 песню можно загрузить в пакете Shinedown вместе с треками «Second Chance» и «Sound of Madness».
Второй сингл «Second Chance» вышел 8 сентября 2008 года, но ещё за три дня до этого песня была исполнена в американском ток-шоу «The Tonight Show with Jay Leno» на телеканале NBC. Также песня вошла в саундтрек телесериала «Терминатор: Битва за будущее». 27 декабря 2008 года «Second Chance» занял первое место в чарте U.S. Hot Mainstream Rock Chart и продержался на лидирующей позиции 10 недель, уступив это место 7 марта 2009 года песне канадской группы Nickelback. Спустя два месяца композиция заняла первое место в еженедельном хит-параде Alternative Songs и занимала его три раза, то уступая другой песне, то снова становясь на лидирующую позицию. Сингл достиг первой позиции в Billboard's Hot Adult Top 40 Chart 20 июня 2009 года. В итоге, после удачных продаж, сингл стал мультиплатиновым.
Вышедший 23 февраля 2009 года «Sound of Madness» стал третьим синглом с альбома и повторил успех предыдущей песни в чарте U.S. Hot Mainstream Rock Chart. Композиция вошла в саундтрек Рестлмании XXV.
Релиз четвёртого сингла «If You Only Knew» пришёлся на 31 августа 2009 года. Релиз видеоклипа состоялся 6 октября 2009 года. Брент Смит написал текст к песне, рассказывая в ней о времени, когда его невеста была беременна его ребёнком.
«The Crow & the Butterfly» стал последним синглом Shinedown с альбома The Sound of Madness, его премьера состоялась на радио 6 апреля 2010 года. Брент Смит в интервью для Rockline рассказал, что у него была идея написать песню о матери, потерявшей сына, которая ищет смысл жить дальше.

## Участники записи
- Брэнт Смит — вокал
- Зак Майерс — ритм-гитара
- Ник Пэрри - гитара
- Бэрри Керч — ударные, перкуссия
- Эрик Басс — бас-гитара, клавишные

## Позиции в чартах
Синглы
| 2008 | «Devour»                                | 114 | 1 | 13 | — | —  | —  |
| 2008 | «Second Chance»                         | 7   | 1 | 1  | 8 | 3  | 29 |
| 2009 | «Sound of Madness»                      | 85  | 1 | 5  | 2 | —  | —  |
| 2009 | «If You Only Knew»                      | 42  | 2 | 7  | 4 | 21 | 64 |
| 2010 | «The Crow & the Butterfly»              | 97  | 1 | 6  | 1 | —  | 51 |
| 2010 | «Diamond Eyes (Boom-Lay Boom-Lay Boom)» | 111 | 1 | 17 | 7 | —  | —  |

Альбом
| Релиз        | Позиция в чарте | Продажи в США | Сертификация RIAA | Международные продажи |
| Релиз        | US Albums       | Продажи в США | Сертификация RIAA | Международные продажи |
| ------------ | --------------- | ------------- | ----------------- | --------------------- |
| 24 июня 2008 | 8               | 1 200 000+    | Платиновый        | 1 300 000+            |